# Balkaren
De Balkaren (Karatsjaj-Balkaars: малкъарла, malqarla) zijn een Turks volk uit de Noordelijke Kaukasus. Ze leven met name in het bergachtige zuidwesten van de Russische autonome republiek Kabardië-Balkarië, die deels naar hen vernoemd is. Van de circa 112.900 Balkaren in Rusland leven er zo'n 108.600 in Kabardië-Balkarië, waar zij 11,6%% van de bevolking vormen. De taal van de Balkaren verschilt nauwelijks van die van de Karatsjajers, een andere belangrijke etnische groep in de republiek, en wordt Karatsjaj-Balkaars genoemd. De Balkaren zijn overwegend soennitische moslims.

## Geschiedenis
De naam Balkaren wordt doorgaans gezien als een afgeleide van Bolgar of Bulgar, wat ervan uitgaat dat de Balkaren oorspronkelijk Bulgaren waren die in het Groot-Bulgaarse Rijk woonden, maar op de Kaukasus bleven toen veel andere Bulgaren migreerden naar de Balkan en Wolga-Bulgarije.
Na de Russische Revolutie werd het woongebied van de Balkaren onderdeel van de autonome oblast Kabardië, die in 1921 werd opgericht. Een jaar later werd de naam van de oblast hernoemd tot Kabardino-Balkaarse Autonome Oblast en in 1936 verwierf de oblast de status van autonome socialistische sovjetrepubliek (ASSR). De sovjetrepubliek behield die autonome status tot het uiteenvallen van de Sovjet-Unie in 1991.

### Deportatie
Tijdens de Tweede Wereldoorlog werden de Balkaren net als andere islamitische volkeren uit de regio door Stalin beschuldigd van collaboratie met Nazi-Duitsland. Op Stalins bevel werd de gehele Balkaarse bevolking van de Kabardino-Balkaarse ASSR daarom in maart 1944 gedeporteerd naar de Kazachse SSR en Kirgizische SSR. De Balkaren werden in 1957 door Chroestsjov gerehabiliteerd, al duurde het nog meer dan tien jaar voor zij daadwerkelijk naar hun oorspronkelijke woongebied waren teruggekeerd. Een klein deel van de gedeporteerden bleef achter, en vormt kleine minderheden in het huidige Kirgizië en Kazachstan. De verwijzing naar de Balkaren werd overigens tussen 1944 en 1957 uit de naam van de Sovjetrepubliek geschrapt.
Abazijnen ·
Abchaziërs ·
Achvachen ·
Adygeeërs ·
Aino ·
Aleoeten ·
Aljoetoren ·
Altaj (Oirot) ·
Andi ·
Armeniërs ·
Avaren ·
Azerbeidzjanen·
Balkaren ·
Baraba ·
Basjkieren ·
Bergjoden ·
Boerjaten ·
Chakassen ·
Chanten ·
Chinezen ·
Dargienen ·
Dolganen ·
Enetsen ·
Evenen ·
Evenken ·
Georgiërs ·
Grieken ·
Ingoesjen ·
Ingriërs ·
Itelmenen ·
Jakoeten ·
Joden ·
Joekagieren ·
Joepiken ·
Kabardijnen ·
Kalmukken ·
Kamtsjadalen ·
Karatsjajers ·
Kareliërs ·
Kazachen ·
Kereken ·
Ketten ·
Komi ·
Koreanen ·
Korjaken ·
Korjo-saram ·
Krim-Tataren ·
Lezgiërs ·
Mansen ·
Mari (Tsjeremissen) ·
Meschetische Turken ·
Mordwienen ·
Nanai ·
Negidalen ·
Nenetsen (Joeraken) ·
Nganasanen ·
Nivchen (Giljaken) ·
Nogai ·
Oedegen ·
Oedmoerten ·
Oekraïners ·
Oeltsjen ·
Oezbeken ·
Oroken ·
Orotsjen ·
Osseten ·
Polen ·
Pomoren ·
Rusland-Duitsers (inclusief Wolga-Duitsers) ·
Russen ·
Samen (Lappen) ·
Selkoepen ·
Sjoren ·
Sojoten ·
Tabassaranen ·
Perzen (Tadzjieken) ·
Taten ·
Teleoeten ·
Tofalaren ·
Tsachoeriërs (Caxur) ·
Tsjerkessen ·
Tsjetsjenen (Noxchi) ·
Tsjoektsjen ·
Tsjoelymen ·
Tsjoevanen ·
Tsjoevasjen ·
Turkmenen ·
Toevanen ·
Wepsen ·
Belarussen (Wit-Russen) ·
Wolga-Tataren ·
Woten